# Байкит
Байки́т (c эвенк. Байкит — «богатое место») — село в Эвенкийском районе Красноярского края. Образует сельское поселение село Байкит как единственный населённый пункт в его составе. До 2004 года являлся административным центром Байкитского района.

## Этимология
Название поселения Байкит с эвенкийского переводится как «богатое место».

## География
Селение расположено на правом берегу реки Подкаменной Тунгуски, в 350 км к юго-западу от административного центра района — посёлка Туры и в 662 км (по прямой) на северо-северо-восток от административного центра края — Красноярска;  по дороге до Красноярска — 979 км.

## История
Байкит был основан как село в 1927 году по распоряжению Комитета содействия народам Севера одновременно с Байкитским туземным райисполкомом. В последний вошли пять родовых советов, которые объединили 39 тунгусских хозяйств, насчитывавших 1 851 человека и 15,8 тыс. голов домашних оленей. Первым председателем райисполкома был Николай Ленгамо.
Первая школа была открыта в Байките Аркадием Анисимовым, студентом-этнографом из Ленинградского университета. Он был командирован вузом для прохождения двухгодичной практики и изучения языка и культуры эвенков, однако в Красноярске ему поручили также создать на Подкаменной Тунгуске первую национальную школу. В октябре 1929 г. он организовал в тайге кочевую школу, где обучал грамоте эвенков, в основном взрослых. В конце того же года в Байките достроили здание, в которое и переехала новая школа. Официальный приказ об её открытии вышел 29 декабря 1929 г. Это была первая стационарная школа-интернат на территории района.
В 1930 г. Байкитский район с 13 населенными пунктами выделился из подчинения Туруханского райисполкома и вошел в состав Эвенкийского национального округа. В это время начали открываться кооперативные ларьки для снабжения жителей продовольственными и продуктовыми товарами. Одной из основных отраслей колхозного производства являлось оленеводство, составляющее 11,7 % от общего дохода колхозов. В 1930 г. при Байкитской центральной кооперации был организован оленеводческий совхоз под названием «Оленепитомник». В совхозе было 513 голов оленей, к 1944 г. их число достигло 7 100.
В 1930-х гг. в Байкитском районе появился лечебно-обследовательский отряд в составе врача и двух медсестер, а в его столице построили стационар на четыре койки. В 1940 г. открылись больница на 15 коек, амбулатория, три врачебных участка и 12 фельдшерско-акушерских пунктов.
В 1938 г. в Байкит прилетел первый самолёт — «кукурузник» По-2. Он садился на воду на лыжах, подходил к берегу, выпускал колеса и выкатывался на Байкитскую косу — устье речки Байкитик. Уже к началу Великой Отечественной войны в Байките был построен маленький береговой авиапорт.
В годы Великой Отечественной войны из Байкита на фронт ушли 498 человек, большинство из которых не вернулось. В память о погибших земляках в селе установлен мемориал.
В настоящее время жители села Байкит работают в учреждениях бюджетной сферы, в сфере услуг, занимаются охотой и рыбалкой, ведут подсобные хозяйства. В селе работают муниципальные предприятия «Коммунальник», Дирекция эксплуатации зданий, молодёжный культурный центр «Новое поколение» и Байкитская централизованная библиотечная система.
В Байките расположена районная больница. В селе также действуют центр занятости, два детских сада, центр детского творчества, стадион (в зимнее время года — каток), МБОУ Байкитская средняя школа и Байкитский филиал КГБПОУ Эвенкийский многопрофильный техникум, который готовит монтеров ЛЭП, поваров и помощников бурильщиков.
В Байките действует аэропорт, несколько раз в неделю принимающий самолёты из Красноярска.

### Авиакатастрофа 26 марта 1979 года
26 марта 1979 года Ан-26, летя в темноте на высоте 160 метров относительно уровня аэродрома Байкит в 1700 метрах от торца ВПП, оказался в 20—25 метрах над поверхностью сопки (высота 410 метров над уровнем моря) и врезался в растущие на ней деревья. Потеряв от таких столкновений скорость, авиалайнер упал на землю и, промчавшись по ней, остановился в 310 метрах от точки первого столкновения с деревьями, при этом отделился центроплан, а фюзеляж разорвало на три части.

## Рельеф
Село Байкит (что в переводе с эвенкийского значит «богатое место») расположено в пределах Средне-Сибирского плоскогорья на правом (северном) берегу реки Подкаменная Тунгуска. Прилегающий район представляет собой плато с высотами 500—600 метров над уровнем моря. Наиболее высокие отметки на территории плато имеют Соболиный хребет — 709 метров, и отдельные горы: Онот — 787 метров, Изекон — 712 метра, Агот — 711 метров, Дускан Едо — 642 метра.

## Климат
Климат в районе села резко континентальный.
- Среднегодовая температура воздуха — −6,3 °C
- Относительная влажность воздуха — 73,2 %
- Средняя скорость ветра — 3,2 м/с

| Показатель                                    | Янв.  | Фев.  | Март  | Апр.  | Май   | Июнь | Июль | Авг. | Сен.  | Окт.  | Нояб. | Дек.  | Год   |
| --------------------------------------------- | ----- | ----- | ----- | ----- | ----- | ---- | ---- | ---- | ----- | ----- | ----- | ----- | ----- |
| Абсолютный максимум, °C                       | 0,1   | 0,8   | 12,1  | 21,4  | 32,1  | 36,4 | 38,9 | 33,4 | 26,1  | 19,4  | 5,5   | 3,7   | 38,9  |
| Средний суточный максимум, °C                 | −24,9 | −19,8 | −6,6  | 3,1   | 10,6  | 20,2 | 24,2 | 19,5 | 11,5  | −0,6  | −15,4 | −23,5 | 0,4   |
| Средняя температура, °C                       | −29,6 | −26,4 | −14,9 | −4    | 4,2   | 12,9 | 16,9 | 12,7 | 5,4   | −4,8  | −20,2 | −28,1 | −6,3  |
| Средний суточный минимум, °C                  | −35,3 | −32,4 | −23,2 | −11,1 | −1,8  | 5,6  | 9,5  | 6,7  | 0,9   | −8,4  | −25,2 | −33,4 | −12,4 |
| Абсолютный минимум, °C                        | −55,9 | −55,2 | −45,8 | −36,1 | −23,4 | −7,6 | −1,2 | −4,2 | −14,1 | −35,3 | −54,3 | −56,5 | −56,5 |
| Норма осадков, мм                             | 27,5  | 19,8  | 20,7  | 25,2  | 41,1  | 49,7 | 56,5 | 77,4 | 56,8  | 53,1  | 45,5  | 32    | 505,3 |
| Источник: «Thermo Karelia.Ru» «World Climate» |       |       |       |       |       |      |      |      |       |       |       |       |       |

## Население
| 1939  | 1959  | 1970  | 1979  | 1989  | 2002  | 2010  |
| ----- | ----- | ----- | ----- | ----- | ----- | ----- |
| 1136  | ↗1161 | ↗1687 | ↗2828 | ↗4988 | ↘4018 | ↘3513 |
| 2012  | 2013  | 2014  | 2015  | 2016  | 2017  | 2018  |
| ↘3456 | ↘3432 | ↘3398 | ↘3343 | ↘3312 | ↘3293 | ↘3292 |
| 2019  | 2020  | 2021  |       |       |       |       |
| ↗3868 | ↘3240 | ↘2933 |       |       |       |       |

Национальный состав
По данным Всероссийской переписи населения 2010 года:
| № | Национальность | Численность, чел. | Доля   |
| - | -------------- | ----------------- | ------ |
| 1 | русские        | 2 641             | 75,2 % |
| 2 | эвенки         | 401               | 11,4 % |
| 3 | хакасы         | 94                | 2,7 %  |
| 4 | украинцы       | 78                | 2,2 %  |
| 5 | не указано     | 94                | 2,7 %  |
| 6 | другие         | 205               | 5,8 %  |

## Местное самоуправление
Байкитский сельский Совет депутатов VI созыва
Дата избрания: 17.04.2022. Срок полномочий: 5 лет. Количество депутатов: 10.
- Председатель сельского Совета депутатов Миронов Владимир Серкалович.

| Фракция        | Кол-во депутатов |
| -------------- | ---------------- |
| Единая Россия  | 7                |
| ЛДПР           | 1                |
| самовыдвижение | 1                |
| Вакантно       | 1                |

Глава села
- Шмыгов Артур Владимирович. Дата избрания: 16.05.2024. Дата вступления в должность: 24.05.2024. Срок полномочий: 5 лет.

Руководители села
- Тодосько Людмила Павловна, глава администрации с 2001 по 2005 год.
- Брюханов Николай Николаевич, председатель сельского Совета с 2002 по 2018 год и глава села с 2005 по 2019 год.
- Чичерин Евгений Михайлович, глава администрации с 2005 по 2008 год.
- Буниц Наталья Владимировна, глава администрации с 2008 по 2015 год.
- Симбирцев Александр Викторович, глава администрации с 2015 по 2018 год.
- Лобанова Ирина Геннадьевна, председатель сельского Совета с 2019 по 2022 год.
- Скребцова Инна Олеговна, глава села с 2019 по 2024 год.
- Шмыгов Артур Владимирович, председатель сельского Совета с 2022 по 2024 год.

## Экономика
Наиболее крупным промышленным предприятием в районе села является Райпромкомбинат с подразделениями: кирпичный сарай, столярный, пошивочный, сапожный, кузнечные цеха, электростанция, баня. Ведущее место в производстве товаров занимают: кирпичный сарай, мебельное производство, пошивочный цех. Удельный вес товарной продукции этих цехов составляет 48 %.
В 1930 году в Байките был создан оленеводческий совхоз под названием «Оленепитомник». Целью организации питомника было улучшение породы местного оленя и снабжение населения сильными и выносливыми оленями. В год организации в совхозе было 513 голов оленей, через два года поголовье увеличилось втрое и насчитывало 1529 голов, к 1944 году в совхозе было 7100 голов. Соответственно росту поголовья оленей, исполком райсовета увеличивал площади пастбищ, отведенных оленеводческому совхозу. В 1955 году она составила 1253 тыс.га. На протяжении многих лет оленеводческий совхоз является нерентабельным. За период с 1942 по 1950 год он внес в республиканский бюджет только 262 тыс.руб.
С 1955 года в районе работает авиация.